# Chachacomani
Il Chachacomani è una montagna della Cordigliera Real, nelle Ande. Essa si trova in Bolivia. Si trova a est del lago Titicaca.  Viene generalmente ritenuto che sia alta 6074 metri, ma non sono mai state fatte misure precise. Il dato presunto è stato tuttavia parzialmente confermato dalla missione internazionale SRTM, si presume dunque che l'altezza reale possa differire da quella stimata non oltre 20 metri, confermando dunque che il picco supera quota 6000 metri.